# José Manuel Martínez
José Manuel Martínez Fernández (Madrid, 22 oktober 1971) is een Spaanse langeafstandsloper, die zich aanvankelijk specialiseerde in de 10.000 m, maar zich gaandeweg ook steeds nadrukkelijker manifesteerde op de lange afstanden op de weg. Op de 10.000 m werd hij Europees kampioen en meervoudig Spaanse kampioen. Hij nam tweemaal deel aan de Olympische Spelen, maar veroverde geen olympisch eremetaal.

## Biografie

### Successen op de baan
José Martínez boekte zijn eerste internationale succes in 1999 met het winnen van de 10.000 m op de Universiade. In 2002 werd hij Europees kampioen op deze afstand. Vier jaar later won hij op de Europese kampioenschappen van 2006 in Göteborg een zilveren medaille achter Jan Fitschen. Hierna name hij nog een aantal malen deel aan een grote internationale wedstrijd, maar behaalde geen podiumplek meer: WK 1999 (negentiende), WK 2001 (twaalfde), Olympische Spelen van 2004 (negende).

### Successen op de weg
In 2002 maakte Martínez zijn marathondebuut op de marathon van Rotterdam. Hier behaalde hij als derde in 2:09.55 gelijk een prima resultaat. Een jaar later finishte hij opnieuw als derde in een persoonlijk record van 2:08.09. Op de wereldkampioenschappen van 2003 in Parijs werd hij zestiende, op de wereldkampioenschappen van 2005 in Helsinki werd hij dertigste en op de WK van 2007 in Osaka tiende.
Op 27 april 2008 won hij de marathon van Madrid in 2:12.42. Later dat jaar eindigde hij op de marathon tijdens de Olympische Spelen in het warme Peking op een zestiende plaats in 2:14.00.
In 2009 nam José Martínez voor de zesde keer deel aan een wereldkampioenschap op de baan. Tijdens de WK in Berlijn kwam hij opnieuw uit op de marathon. Met een achtste plaats in 2:14.04 behaalde hij er zijn beste resultaat tot dan toe op de marathon in een groot internationaal kampioenschapstoernooi. Eerder dat jaar had hij tijdens de Europacup wedstrijd in Ribeira Brava (Madeira) de 10.000 m gewonnen in 27.57,61.

### Opnieuw eremetaal op EK in eigen land
Dat Martínez een speciale band heeft met Europese kampioenschappen, had hij in de twee voorgaande edities al bewezen met goud en zilver op de 10.000 m. Dat was echter op de atletiekbanen van München en Göteborg. Zou hij ook op de marathon in het verstikkend hete en klamme Barcelona tijdens de Europese kampioenschappen in eigen land tot een dergelijk staaltje in staat zijn? Het antwoord kwam op 1 augustus 2010. In een marathon waarin het er, gezien de exceptionele omstandigheden, voortdurend om ging jezelf onder controle te houden en je wedstrijd zo voorzichtig mogelijk op te bouwen, liep Martínez een bekeken en moedige race, die hem uiteindelijk achter de ongrijpbare winnaar Viktor Röthlin op een tweede plaats deed eindigen in 2:17.50, tot grote vreugde van het Spaanse publiek. Voor de derde maal in successie was hun landgenoot erin geslaagd om eremetaal te veroveren op een EK.
Martínez is met de hockeyspeelster Nuria Moreno getrouwd.

## Titels
- Europees kampioen 10.000 m - 2002
- Spaans kampioen 10.000 m - 2004, 2005
- Spaans kampioen veldlopen (lange afstand) - 2002

## Persoonlijke records
Baan
| Onderdeel | Prestatie | Datum        | Plaats            |
| --------- | --------- | ------------ | ----------------- |
| 2000 m    | 5.06,33   | 10 juni 2004 | Rivas-Vaciamadrid |
| 5000 m    | 13.11,13  | 20 juni 2006 | Huelva            |
| 10.000 m  | 27.30,56  | 20 juli 2003 | Pontevedra        |

Weg
| Onderdeel      | Prestatie | Datum           | Plaats       |
| -------------- | --------- | --------------- | ------------ |
| 10 km          | 28.09     | 20 mei 2007     | Manchester   |
| 15 km          | 43.42     | 13 april 2008   | Massamagrell |
| halve marathon | 1:02.46   | 3 februari 2008 | Granollers   |
| 25 km          | 1:15.00   | 13 april 2003   | Rotterdam    |
| 30 km          | 1:30.45   | 21 april 2002   | Rotterdam    |
| marathon       | 2:08.09   | 13 april 2003   | Rotterdam    |

## Palmares

### 5000 m
- 2004:  Europacup in Istanbul - 14.04,02

### 10.000 m
- 1999:  Universiade - 29.37,66
- 1999:  Europese Challenge (B-race) - 27.51,82
- 1999: 19e WK - 28.55,87
- 2001: 12e WK - 28.06,33
- 2002:  EK - 27.47,65
- 2004:  Europese Challenge (A-race) - 28.11,11
- 2004: 9e OS - 27.57,61
- 2006:  EK - 28.12,06
- 2009:  Europacup - 27.57,61
- 2010:  Europacup - 28.13,82
- 2011:  Europacup - 28.14,16

### 10 Eng. mijl
- 2005: 9e Dam tot Damloop - 48.00
- 2006:  Great South Run - 47.18
- 2007:  Great South Run - 47.50

### halve marathon
- 1996: 31e WK in Palma de Mallorca - 1:04.26
- 2005:  Middellandse Zeespelen - 1:05.12
- 2009:  Middellandse Zeespelen - 1:04.20

### marathon
- 2002:  marathon van Rotterdam - 2:09.55
- 2003:  marathon van Rotterdam - 2:08.09
- 2003: 16e WK - 2:11.31
- 2004: 14e marathon van Tokio - 2:13.14
- 2005: 9e marathon van Rotterdam - 2:11.55,3
- 2005: 30e WK - 2:20.07
- 2006: 6e marathon van Hamburg - 2:11.06
- 2006: DNF EK
- 2007:  marathon van Rome - 2:10.12
- 2007: 10e WK - 2:20.25
- 2008:  marathon van Madrid - 2:12.42
- 2008: 6e marathon van Fukuoka - 2:11.11
- 2008: 16e OS - 2:14.00
- 2009: 8e WK - 2:14.04
- 2010:  EK - 2:17.50
- 2011: 15e marathon van Londen - 2:15.25

### veldlopen
- 1999: 42e WK (lange afstand) - 37.09
- 2000: 21e WK (lange afstand) - 36.27
- 2000: 9e EK in Malmö - 29.52 ( in het landenklassement)
- 2001: 37e WK (korte afstand) - 13.30
- 2001: 24e WK (lange afstand) - 28.39
- 2002: 35e WK (lange afstand) - 36.40
- 2002: 15e EK in Medulin ( in het landenklassement)
- 2003: 17e WK (lange afstand) - 37.35
- 2004: 42e WK (lange afstand) - 38.27
- 2006: 15e EK - 28.32,  landenklassement
- 2007: 5e EK - 32.04,  landenklassement
- 2008: 56e WK (lange afstand) - 37.21

- Biblioteca Nacional de España: XX5121553
- Catàleg d'autoritats de noms i títols de Catalunya: 981058528106706706
- World Athletics: 14165788
- International Standard Name Identifier: 0000 0003 5598 2526
- Library of Congress Control Number: no2013054981
- Virtual International Authority File: 176291768
- WorldCat: E39PBJrWyKBG7YWGgqqV83r8YP